# Marmentino
Marmentino é uma comuna italiana da região da Lombardia, província de Bréscia, com cerca de 711 habitantes. Estende-se por uma área de 18 km², tendo uma densidade populacional de 40 hab/km². Faz fronteira com Bovegno, Collio, Irma, Lodrino, Pertica Alta, Pertica Bassa, Pezzaze, Tavernole sul Mella.

## Demografia
| Variação demográfica do município entre 1861 e 2011                               |
|                                                                                   |
| Fonte: Istituto Nazionale di Statistica (ISTAT) - Elaboração gráfica da Wikipedia |